# Palmyra (Nova York)
Palmyra és una població dels Estats Units a l'estat de Nova York. Segons el cens del 2000 tenia 3.490 habitants.

## Demografia
Segons el cens del 2000, Palmyra tenia 3.490 habitants, 1.494 habitatges, i 871 famílies. La densitat de població era de 1.013,2 habitants per km².
Dels 1.494 habitatges en un 31,2% hi vivien nens de menys de 18 anys, en un 43,9% hi vivien parelles casades, en un 10,2% dones solteres, i en un 41,7% no eren unitats familiars. En el 33,4% dels habitatges hi vivien persones soles el 14,8% de les quals corresponia a persones de 65 anys o més que vivien soles. El nombre mitjà de persones vivint en cada habitatge era de 2,33 i el nombre mitjà de persones que vivien en cada família era de 3,01.
Per edats la població es repartia de la següent manera: un 24,4% tenia menys de 18 anys, un 8,5% entre 18 i 24, un 30,4% entre 25 i 44, un 21,4% de 45 a 60 i un 15,2% 65 anys o més.
L'edat mediana era de 37 anys. Per cada 100 dones de 18 o més anys hi havia 89,3 homes.
La renda mediana per habitatge era de 38.561 $ i la renda mediana per família de 49.450 $. Els homes tenien una renda mediana de 35.351 $ mentre que les dones 22.870 $. La renda per capita de la població era de 19.087 $. Entorn del 5,6% de les famílies i el 6,8% de la població estaven per davall del llindar de pobresa.